# La settimana santa
La settimana santa (Wielki tydzień) è un film del 1995 diretto da Andrzej Wajda.